# Sefardíes bnei anusim
Sefardíes bnei anusim (Hebreo: בני אנוסים ספרדיים, pronunciado ['bnei anus'im sfara'dim], lit. "Hijos [de los] españoles [judíos] coaccionados [a la conversión]) es el grupo poblacional contemporáneo, en gran parte nominalmente cristiano, de descendientes de los asimilados judíos sefardíes anusim del siglo XV. Tras la conversiones forzadas o coaccionadas al catolicismo de sus antepasados judíos sefardíes, este grupo de descendientes de judíos de España y Portugal permanecieron desde entonces como conversos en Iberia, y también emigraron a las posesiones coloniales ibéricas por varios países latinoamericanos durante la colonización española de América y la colonización portuguesa de América.
Debido a razones y circunstancias históricas, los sefardíes bnei anusim no habían sido capaces de retornar al judaísmo durante los últimos cinco siglos. Un creciente número, sin embargo, ha empezado a emerger públicamente en tiempos modernos, especialmente durante las últimas dos décadas, fortalecidos por avances en tecnología como el Internet qué ha facilitado la búsqueda genealógica convencional, así como avances en genética de poblaciones moderna y análisis de autosoma.
A excepción de grados variables de presuntamente rudimentarias tradiciones y costumbres judías que habían sido retenidas como tradiciones familiares entre familias individuales, los sefardíes bnei anusim devinieron en un subgrupo plenamente asimilado entre las poblaciones cristianas de ibero-descendientes en España, Portugal e Iberoamérica. Ha habido un creciente número de "grupos de Benei Anusim organizados en Brasil, Colombia, Costa Rica, Chile, Ecuador, México, Puerto Rico,Perú, Venezuela, y aun en la misma Sefarad [España y Portugal]". Algunos miembros de estas comunidades han formalmente revertido al judaísmo, operando como comunidades funcionales de judaizantes públicos. Para más información sobre estos grupos, favor ver Sefardíes Neo-Occidentales.
La Agencia Judía para Israel estima que la población de sefardíes bnei anusim numera millones de personas. A pesar de que son los menos prominentes entre los descendientes de sefardíes, los sefardíes bnei anusim, sin embargo, numéricamente superior a sus homólogos judíos sefardíes que aun permanecen integrados a la comunidad judía mundial, los cuales consisten de sefardíes orientales, sefardíes norteafricanos, y los ex-conversos sefardíes occidentales. Con hasta 20% de la población de España y Portugal, y al menos un estimado 10% de la población ibero-descendiente en Iberoamérica teniendo al menos algún grado de ascendencia judía sefardí (90% de la población moderna latinoamericana siendo personas de por lo menos parcial ascendencia ibérica, en la forma de criollos, mestizos, y mulatos), la suma total del grupo poblacional de se

## Referbeei anusim nncias
1. ↑  «Copia archivada». Archivado desde el original el 8 de agosto de 2014. Consultado el 10 de febrero de 2016.
2. ↑  http://www.jewishpress.com/news/breaking-news/israeli-and-world-jewish-leaders-call-for-a-reconnection-with-the-descendants-of-spanish-and-portuguese-jewish-communities/2015/10/18/
3. ↑  Moshe, ben Levi (2012). La Yeshivá Benei Anusim: El Manual de Estudios Para Entender las Diferencias Entre el Cristianismo y el Judaismo. Palibrio. p. 20. ISBN 9781463327064.
4. ↑  http://www.nytimes.com/2014/02/14/world/europe/interest-in-israel-as-spain-weighs-citizenship-for-sephardic-jews.html

- Datos: Q20988743